# زایفنرزدورف
شهر زایفنرزدورف (به آلمانی: Seifhennersdorf) در ایالت زاکسن در کشور آلمان واقع شده‌است.